# Thomas C. Lundmark
Thomas Craig Lundmark (* 6. Dezember 1949 in San Diego) ist ein kalifornischer Rechtsanwalt und Rechtswissenschaftler, der auf den Gebieten der Rechtsvergleichung und der Rechtstheorie und Methodenlehre forscht. Er war bis März 2015  Professor für Common Law und vergleichende Rechtstheorie an der Westfälischen Wilhelms-Universität Münster und wurde HK Bevan Chair in Law an der University of Hull. Er ist auch Fakultätsmitglied der Swiss International Law School.

## Biografie
Lundmark studierte vergleichende Literaturwissenschaft an der San Diego State University und der Universität Uppsala, 1972 mit Bachelor-Abschluss. Er erlangte 1976 den Juris-Doctor-Grad (JD) an der University of California, Berkeley. Er verbrachte als Fulbright-Stipendiat ein Jahr an der Albert-Ludwigs-Universität Freiburg. 1995 wurde er mit der Arbeit Naturästhetik, Erholung und Eigentumsrecht in den USA und Deutschland (Landscape, Recreation, and Takings in German and American Law) an der Rheinischen Friedrich-Wilhelms-Universität Bonn promoviert.
Von 1977 bis 1991 war Lundmark als Rechtsanwalt in einer privaten Anwaltskanzlei und später beim San Diego County tätig, bevor er drei Jahre als Fulbright-Seniorprofessor an den Universitäten Bonn und Rostock lehrte. 1997 wurde er als erster Amerikaner auf eine rechtswissenschaftliche Professur an eine deutsche Universität, die Universität Münster, gerufen.
Neben seinen Professuren in Münster und Hull war Lundmark von 2016 bis 2017 Teilzeitprofessor für Rechtswissenschaften an der Syddansk Universitet in Odense.

## Mitgliedschaften
- Mitglied der akademischen Ehrengesellschaften Phi Eta Sigma, Phi Beta Kappa, Phi Kappa Phi und Alpha Mu Gamma.
- American Society of Comparative Law, British Association of Comparative Law, British Institute of International and Comparative Law, European Law Institute, Internationale Vereinigung für Rechts- und Sozialphilosophie – Deutsche Sektion,  Nederlandse Vereniging voor Rechtsvergelijking, Society for Evolutionary Analysis in Law und Svenska samfundet för jämförande rättsforskning.

## Ausgewählte Werke
- Monographie Charting the divide between common and civil law (OUP 2012)
- Talking law dictionary with CD-ROM, LexisNexis Deutschland 2007
- Power & Rights in US Constitutional Law, 2d ed OUP 1999
- Eva Braun: Her Life and Times 1912-1945, Birch Grove Publ, 2018

Wichtige Aufsätze
- Auslegung von Rechtsprechung, Neue Juristische Wochenschrift 1–2, 2020, S. 28–31,
- Legal Science and European Harmonisation, 2014 130 Law Quarterly Review 68
- Verbose Contracts, 2001, 49 American Journal of Comparative Law 121–132
- Stare decisis (vor dem Bundesverfassungsgericht), 1997, 28 Rechtstheorie 315.

## Forschungs- und Interessensgebiete
Lundmark forscht derzeit für ein Buch mit dem Titel Sentimental Jurisprudence, das Adam Smiths Beobachtungen und Ideen in The Theory of Moral Sentiments erweitert und gleichzeitig moderne Forschung aus der Neuropsychologie einbezieht. Er entwickelt auch innovative Forschungen auf dem Gebiet der rechtlichen Märchenforschung und analysiert die Zusammenhänge zwischen Recht, Moral und Volksmärchen. Er hofft, sein Interesse und seine Expertise in Literatur und Recht zu nutzen, um Metaprinzipien in Märchen aufzudecken, und dadurch eine neue, kritische Rechtstheorie aufzustellen. Die Ergebnisse werden dem allgemeinen Publikum und zur Verwendung in Schulen als neuartige Einführung in das Recht und zur Förderung des gesellschaften Engagements zur Verfügung gestellt.